# Tolkien legendáriuma
Tolkien legendáriuma J. R. R. Tolkien olyan írásainak összessége, mely A Gyűrűk Ura epikus fantasyjének, az ő magnum opusának az előzménytörténete.
Tolkien először legendáriumának verses, festett részét írta meg, és a nomenklatúrával végzett 1914-ig. A történetek első változatait 1916-ra készítette el (amik az 1983-as The Book of Lost Tales könyvben jelentek meg.) A részeit újra és újra átdolgozta a felnőtt kora alatt, majdnem 50 éven keresztül.
Tolkien narratívájának eredeti vagy „kanonikus” változatát a világ lakott területére általa kitalált elnevezéssel Középföldének nevezik. A legtöbb kiadott műve itt játszódott. Tolkien műveinek mitológiai vagy kozmológiai hátterét a halála után megjelent The Silmarillion (1977) könyvben vázolták fel, illetve foglalkozik vele a halála után, az 1980-as években létrejött Tolkien-kutatás is.

## Terminológia

### Alegendáriumkifejezés eredete
A legendárium legendák irodalmi gyűjteménye. Ez a középkori latin főnév leginkább a szentek életét feldolgozó legendákat tartalmazó szövegeket jelentette. Egy ilyen fennmaradt darab a XIV. századból származó magyar Anjou-legendárium. Az Oxford English Dictionaryben az ezzel szinonim legendary eredetét 1513-ra datálják. A főnév ilyen jelentésére jó példa a középangol South English Legendary.

### AlegendáriumTolkien értelmezésében
Tolkien 1951. és 1955. között született négy levelében használta műveire a legendárium kifejezést. Ekkoriban próbált meg kiadót találni a még végső simítások előtt álló A szilmarilok című könyvének a már sokkal előrébb haladott állapotban lévő A Gyűrűk Ura mellett:
- A szilmarilok: „A legendárium a világvége víziójával fejeződik be, annak felbomlásával és újjáalakulásával, a szirmarilok feléledésével és a Nap előtti fénnyel.” (Levél Milton Waldmannak,  1951 körül)[3]
- Mindkét szövegben … „a „legendáriumomban” rögtön A Gyűrűk Ura után megjelent Númenor bukása azon elképzelésem alapján született, hogy „Az ember halandó, és meg se próbáljon egy szemvillanás alatt halhatatlan lenni.” (1954-ben írt levelek)[4]
- A szilmarilokról: „Lényegében ebben a történetben egy fizikailag teljesen kerek Földön élünk. A „legendárium” azonban azt a folyamatot írja le, ahogy a lapos világból ... gömb lett ....” (1954-ben írt levél)[5]
- A két szöveg összekötése: „De a legendárium kezdete, melynek a Triológia is része (annak összefoglalása), a Kalevala átszerkesztésére tett kísérlet volt.” (1955-ben kelt levél)[6]

### ATolkien legendáriumakifejezés használata
Tolkien legendáriumát John D. Rateliff The History of The Hobbit analitikus munkájában Tolkien olyan munkáinak összességeként jellemezte, melynek részei a következők: 
- Az elveszett mesék könyve;
- A Mitológia vázlata, és az ekkoriban született, ezzel összefüggő versek;
- Az 1930-as Középfölde formálása és az első évkönyvek;
- Az 1937-es Quenta Silmarillion és későbbi évkönyvek;
- A későbbi Quenta;
- A végső évkönyvek.

Mindegyik Tolkien Tizenegy legendájának egy-egy állomása, melyeket később szerkesztve  A szilmarilok, majd később eredeti formájában a Középfölde históriája könyvekben adtak ki.
Miközben a többi, Tolkiennel foglalkozó tudós nem definiálta, mit ért ez alatt a fogalom alatt, a következő szövegösszefüggésekben alkalmazták:
- Christopher Tolkiennek a Középfölde históriája sorozat bevezetőjében „elsődleges legendáriumnak” a „A szilmarilok” központi fejezeteire és motívumaira utal, melyet J.R.R. Tolkien nem hagyott el a folyamatos átdolgozások során sem.
- A Tolkien legendáriuma című könyv Verlyn Flieger és Carl F. Hostetter szerkesztésében megjelent, Középfölde históriája című műhöz kapcsolódó kritikai esszégyűjtemény.
- A „Középfölde históriája” sorozat meghatározása a J. R. R. Tolkien enciklopédia alapján: „A Középfölde históriája Tolkien legendáriumának elnyúló fejlődési és feldolgozási folyamata, mely egyrészt többször átírt kézirataiból, másrészt a szerkesztő, Christopher Tolkien szöveges megjegyzéseiből áll.”[8]
- Dickerson és Evans a „legendárium” kifejezést arra használja, hogy „kényelmi szempontokból ezzel öleljék fel Tolkien teljes Középfölde-művészetét”.[9]